# Temple Sungin

Le temple Sungin (숭인전, 崇仁殿, Sunginjon) est un sanctuaire  situé sur la colline Mansu dans le centre de Pyongyang en Corée du Nord, juste à côté du temple Sungryong et du palais des enfants. Construit en 1377, il a été brulé par les Japonais pendant la guerre Imjin (1592-1598), bombardé par les Américains pendant la guerre de Corée et reconstruit à chaque fois. Le bâtiment mesure 12,97 mètres de long pour 8,72 mètres de large.  Il a été classé trésor national n° 5.